# Эрот (статуя Праксителя)

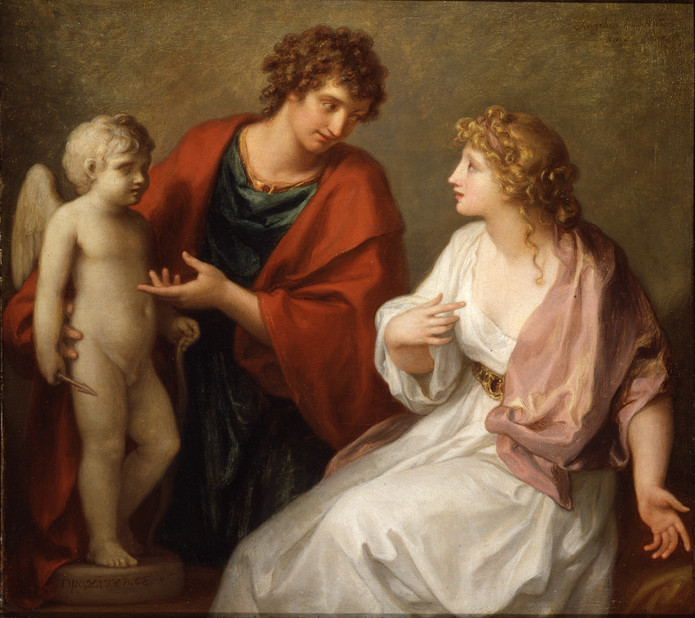
Анжелика Кауфман. «Пракситель отдаёт Фрине свою статую Купидона». 1794

«Эрот» («Купидон») — название нескольких статуй работы Праксителя, известных по письменным источникам.

## Сведения античных авторов
По источникам известно несколько Эротов (Купидонов) работы Праксителя — по крайней мере пять.

### Эрос из Феспий
Самая знаменитая находилась в городе Феспии (Теспии). Она, как и «Афродита Книдская» Праксителя, связана с гетерой Фриной, с которой у скульптора были тесные отношения.
Павсаний рассказывает, что однажды Пракситель в знак своей любви сказал Фрине, что она может выбрать любую из его работ в мастерской. Гетера спросила: «Какая из них самая лучшая?», но скульптор отказался отвечать. Фрина замолчала, но через несколько дней к художнику с криками прибежал слуга: «В мастерской пожар!» «Если сгорят Сатир и Эрот, я погиб», — начал рвать на себе волосы скульптор, но тут Фрина призналась, что это была выдумка, и сказала, что она забирает себе «Эрота». Статую она подарила родному городу Феспии (об этом говорится в письме более позднего писателя Алкифрона).
Страбон же (IX, 410) говорит, что Эрота посвятила в Теспиях гетера Гликера, уроженка Теспий, получив статую в подарок от Праксителя. Он пишет, что «раньше люди отправлялись в Теспии, чтобы посмотреть на этого Эрота, а ничего другого достопримечательного там не было».
Впоследствии император Калигула увёз эту статую в Рим, затем по просьбе феспийцев «Эрот» был возвращён. Нерон вновь увёз статую, и она погибла во время римского пожара в 80 году. Существовавшая во время Павсания (середина II в. н. э.) в Теспиях статуя Эрота была, по словам Павсания, копией, выполненной афинским скульптором Менодором.

Было популярно стихотворение, посвящённое этой статуе. По свидетельству Афинея, Пракситель написал его на подножии своего «Эрота» (позднее эта эпиграмма приписывалась Симониду):
Точно таким изваял искусный Пракситель Эрота,

Как увидал он его в собственном сердце своём.

Фрине мной за меня самого заплатил он. Отныне

Стрелы не надобны мне: видом я сею любовь.
Леонид Тарентский написал о ней:
В Феспиях чтут одного лишь Эрота, дитя Афродиты,

И признают только тот образ Эрота, в каком

Бога познал сам Пракситель, в каком его видел у Фрины,

И, изваяв, ей как дань собственной страсти принёс.
Именно об этом «Эросе» — «Купидоне», «ради которого посещали Теспии», говорил Цицерон, обвиняя Верреса (Против Верреса, IV, 4).
Своего возлюбленного сравнивал с этой статуей Мелеагр: (№110) "Статую создал Пракситель Эрота паросскую, облик..." и (№111) "Древний ваятель Пракситель прекрасную статую создал..."

### Эрот из Парий
Другой обнажённый «Эрот» находился в колонии Парии у Пропонтиды.
Плиний, единственный сообщающий о существовании этой статуи, пишет, что «в него влюбился родосец Алкет и тоже оставил на нем такой же след любви» (как на «Афродите Книдской»). Статуя Эрота (обнажённого, крылатого) изображена на монетах Пария II в. н. э., что подтверждает сообщение Плиния.

## Попытки отождествления
- Статуя из Феспий, связанная с именем Фрины, предположительно дошла в копии: это скульптура, найденная на Палатине, ныне в Лувре.
- Статуя, выполненная для Парий. Предположительно, к ней восходит Эрот Боргезе.
- Эрос Ченточелле: Musei Capitolini S1092 и «Эрос Фарнезе»